# John Ssenyondo
John Ssenyondo (n. en 1958 en Masaka, Uganda - m. 2014 en Ocotitlán, Guerrero) era un sacerdote y misionero católico que arribó en el año de 2009 a la localidad de Chilapa, Guerrero como parte de los Misioneros Combonianos Corazón de Jesús. En un principio se le estableció en la localidad de Santa Cruz, del mismo municipio de Chilapa, para después pasar a la localidad de Nejapa del mismo municipio donde oficiaba como presbítero.
El 30 de abril fue secuestrado por un comando armado después de haber sido robado un día antes. Sus restos fueron encontrados de manera accidental, cuando se investigaba referente a la desaparición forzosa de normalistas de Ayotzinapa en una fosa cercana a la localidad de Ocotitlán el día 14 de noviembre de 2014.